# 87-es villamos (Budapest)
A budapesti 87-es jelzésű villamos Újpest kocsiszín és Megyeri csárda között közlekedett. A járatot a Fővárosi Villamosvasút üzemeltette.

## Története
A korábban Újpest–Megyer útvonalon közlekedő, 2,4 km hosszú útvonalat előbb a Budapestvidéki Villamos Közúti Vasút Rt. (BVKV), majd 1908-tól a BHÉV üzemeltette. 1918 végén kapta a 87-es jelzést, üzemeltetője ekkor ismét a BVKV lett. 1920. február 26-án és 27-én a Nyugati pályaudvarig közlekedett. 1923-tól a BSzKRt üzemeltette. 1944 őszén megszűnt.
1945. május 19-én indult újra az Újpest kocsiszín és Megyer között. 1947. augusztus 20-án útvonalát a Megyeri csárdáig hosszabbították. Betétjárata is közlekedett 87A jelzéssel Újpest, vasúti híd – Fóti út útvonalon, ennek indulási és megszűnési időpontja ismeretlen. 1954. szeptember 6-án a 87-es villamosjárat a 10-es villamos Megyeri csárdáig való meghosszabbításával megszűnt.